# Música pop russa

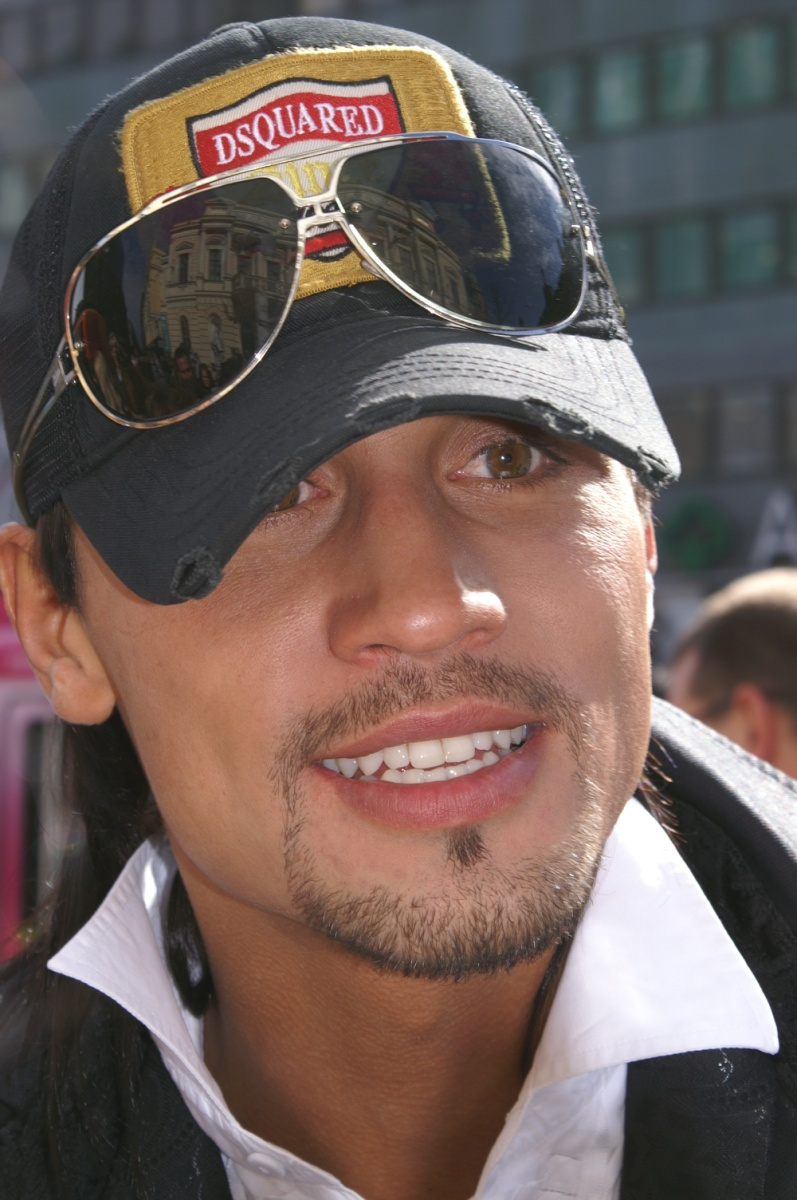
Dima Bilan

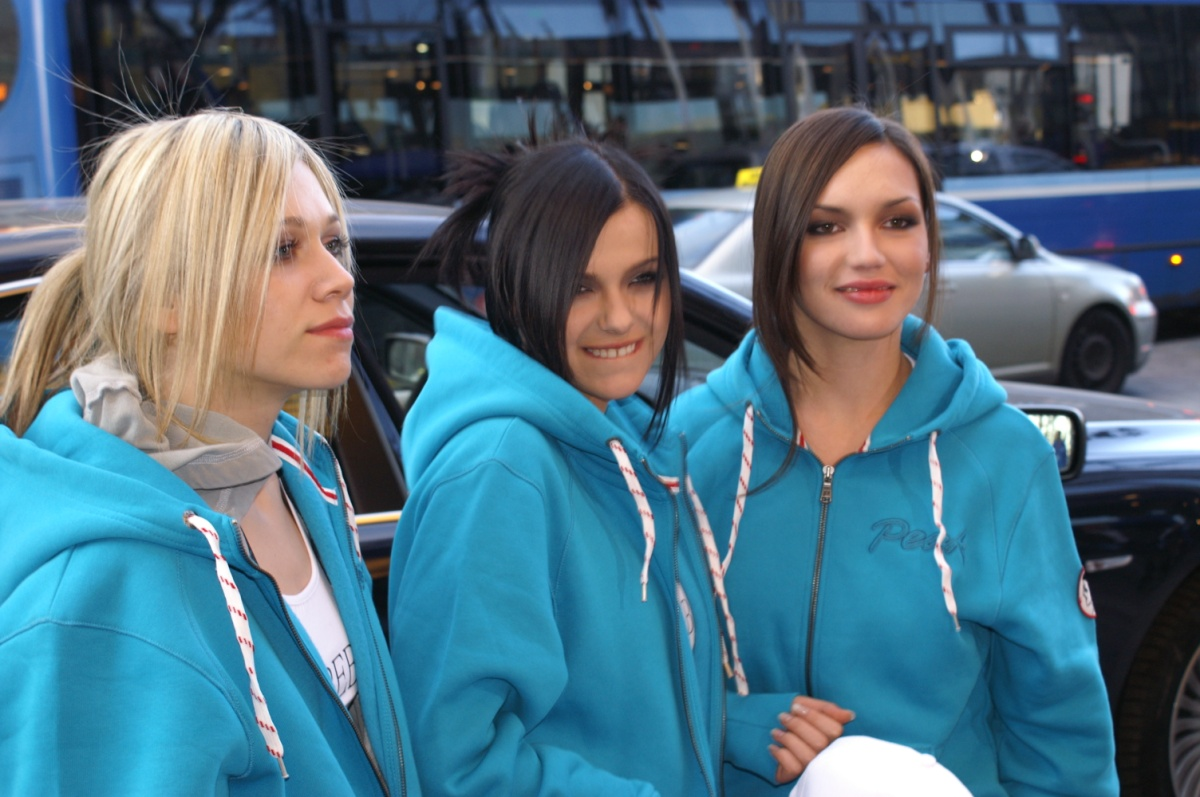
El trio rus Serebró

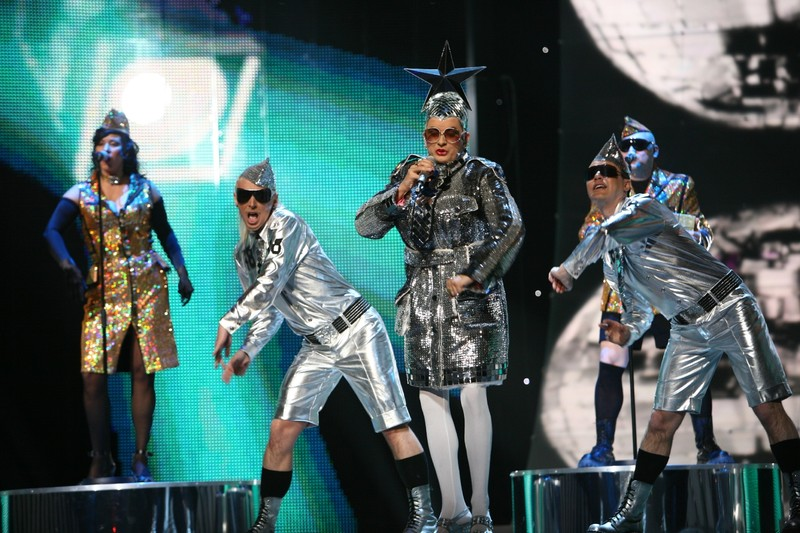
Verka Serdiutxka

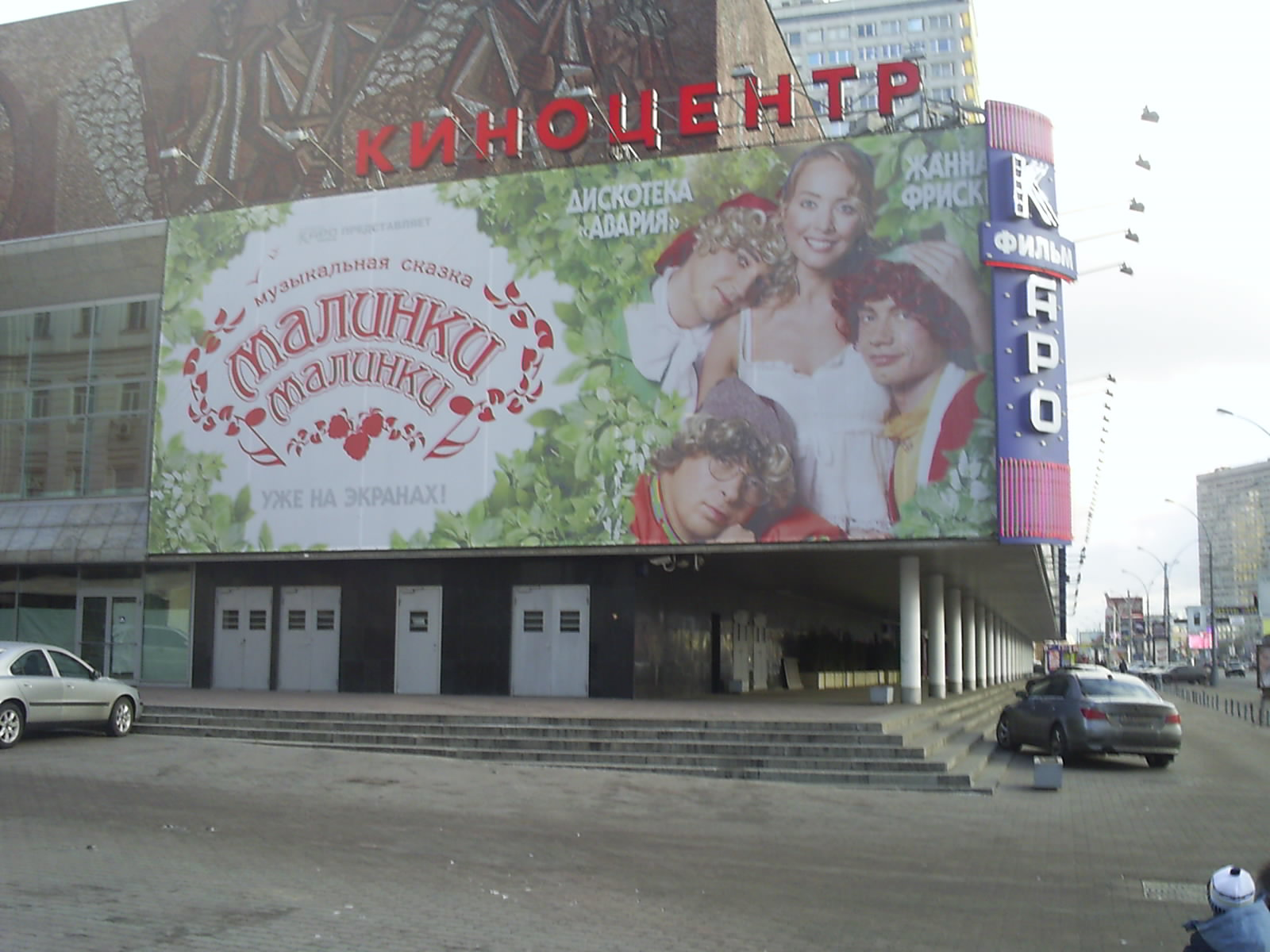
Promocional de Janna Friske i Diskoteka Avariia

El pop rus (en rus: Росси́йская поп-му́зыка) és la música pop produïda en idioma rus o en altres llengües com anglès, però interpretats per cantants russos o que alternativament també canten en rus.
Després del canvi del bloc socialista, la indústria musical russa començà a impulsar la música pop russa. Durant els temps de la Unió Soviètica alguns grups de rock foren populars, tals com DDT, Kinó o Leningrad. No obstant això, en l'època socialista existien ja alguns cantants de música pop, és el cas de Sofia Rotaru coneguda com la "Reina del Pop", Larissa Dólina i Al·la Pugatxova.
Rússia produeix una gran quantitat de música. El mercat és molt gran, ja que els cantants no només són populars a Rússia, sinó a altres països de l'antic bloc socialista com Polònia, Hongria o Bulgària i a les ex-repúbliques soviètiques com Estònia, Letònia, Lituània, Ucraïna, Belarús, Armènia, l'Azerbaidjan, Geòrgia, el Kazakhstan, Kirguizstan, Moldàvia, Turkmenistan i l'Uzbekistan. A més, en aquests països d'Europa Oriental viuen moltes persones la llengua materna de les quals és el rus. Aquesta música, tanmateix, és popular entre persones d'altres llengües, encara que l'actitud d'aquesta gent envers Rússia sigui discutible. Als concursos del Festival d'Eurovisió i de l'Eurojúnior la majoria de vots a favor de Rússia provenen d'aquests països anteriorment sota el règim socialista.
Fou a principis dels anys 2000 que la música pop russa començà a ésser popular en altres continents. Amb el llançament mundial del cantant Filipp Kirkórov i el duo t.A.T.u., la música pop russa començà a ser coneguda. Els cantants i grups són molt nombrosos, entre alguns dels més populars es troben els grups Txai Vdvoiom (Чай вдвоём), Fàktor-2, Diskoteka Avària (Дискотека Авария), Mumi Trol (Мумий Тролль) i Otpétie moixénniki (Отпетые мошенники), i també solistes coneguts internacionalment com a Dima Bilan (Дмитрий "Дима" Билан) o Serguei Làzarev (Серге́й Вячесла́вович Ла́зарев).